# Горче-Петров (община)
Община Горче-Петров (мак. Општина Ѓорче Петров) — община в Північній Македонії. Община є адміністративною одиницею-мікрорайоном столиці країни — Скоп'є, розташована на півночі Македонії, Скопський статистично-економічний регіон, з населенням 41 634 мешканців, які проживають на площі 622,05 км².